# Бихав
Бихав (блр. Быхаў; рус. Быхов) је град у источном делу Републике Белорусије. Административни је центар Бихавског рејона Могиљовске области. Налази се на обалама реке Дњепар на око 44 км јужно од административног центра области града Могиљова.
Према процени из 2012. у граду је живело 16.890 становника.

## Историја
Насеље по имену Стари Бихав спомиње се у неким документима из XIV века, а почетком XV века помиње се и као велепосед литванског књаза Свидригајла.
Литвански феудалац Јан Карол Ходкевич је у граду, на левој обали Дњепра саградио утврђени замак (грађен од 1610. до 1619). У будућим временима град је живео заједно са својом тврђавом која је постала важно војно упориште.
Након распада пољско-литванске државе 1722. улази у састав Руске Империје, а већ следеће године административно је уређен као окружни градски центар. Године 1778. исцртан је комплетан план града, а три године касније добија и свој грб (црвени штит са два укрштена топа).
Крајем XIX века у граду је живело око 6.500 становника. Град 1902. добија властиту железничку станицу.

## Становништво
Према процени, у граду је 2012. живело 16.890 становника.
| 1979.  | 1989.  | 1999.  | 2009.  | 2012.  |
| ------ | ------ | ------ | ------ | ------ |
| 18.048 | 20.049 | 20.049 | 17.031 | 16.890 |